# Nils Brunkman
Nils Brunkman, född 21 juli 1732 i Sankt Johannes församling, Östergötlands län, död 6 februari 1788 i Konungsunds församling, Östergötlands län, var en svensk präst.

## Biografi
Nils Brunkman föddes 1732 i Sankt Johanner församling. Han var son till kyrkoherden Carl Brunkman i Konungsunds församling och Elisabeth Austrin. Brunkman studerade i Linköping och blev 1750 student vid Uppsala universitet. Han avlade 20 juni 1758 magisterexamen och prästvigdes 25 mars 1759 till extra ordinarie bataljonspredikant vid Hamiltonska regementet. Brunkman blev 17 november 1762 kollega vid Norrköpings trivialskola och 8 november 1774 kyrkoherde i Konungsunds församling med tillträde 1775. Brunkman avled 1788 i Konungsunds socken och begravdes 19 februari samma år på Konungsunds kyrkogård.

### Familj
Brunkman gifte sig 13 oktober 1768 med Maria Elisabeth Wistrand (1744–1816), dotter till kyrkoherden Per Wistrand i Rogslösa församling och Elisabeth Wigius. De fick tillsammans dottern Catharina Elisabeth Brunkman som var gift med kyrkoherden Nils Aurelius i Örtomta pastorat. Efter Brunkmans död gifte Wistrand om sig med kyrkoherden Anders Ekmarck i Ekeby pastorat.